# Ráztoka
Ráztoka es un municipio del distrito de Brezno en la región de Banská Bystrica, Eslovaquia, con una población estimada a final del año 2024 de 270 habitantes.
Se encuentra ubicado al noreste de la región, cerca del curso alto del río Hron —un afluente izquierdo del Danubio— y de la frontera con las regiones de Žilina y Prešov.

## Demografía
| Año        | 1994 | 2004    | 2014    | 2024    |
| ---------- | ---- | ------- | ------- | ------- |
| Población  | 320  | 294     | 281     | 270     |
| Diferencia |      | −8,12 % | −4,42 % | −3,91 % |

| Año        | 2023 | 2024    |
| ---------- | ---- | ------- |
| Población  | 277  | 270     |
| Diferencia |      | −2,52 % |